# Loutraki
Loutraki (græsk: Λουτράκι) er en badeby ved Korinthbugten i den regionale enhed Korinth, Grækenland. Den ligger 81 km vest for Athen og 8 km nordøst for Korinth. Loutraki er hovedsæde for kommunen Loutraki-Perachora-Agioi Theodoroi. Byen er kendt for sine naturlige kilder og sine terapeutiske kurbade. Der er mange turister, der besøger Loutraki hvert år (især om sommeren) på grund af det krystalklare hav. Casinoet i Loutraki har tusindvis af besøgende hver dag. Byen havde 11.654 indbyggere i 2011.

## Historie
I antikken fandtes der en by ved navn Thermae (græsk: Θερμαί, varme kilder) på stedet. I 1847 fik en bekendtgørelse i Italien om de terapeutiske fordele ved at bade i de naturlige termiske kurbade, der findes i Loutraki, en tilstrømning af bosættere i de omkringliggende områder, hvorved det moderne Loutraki blev skabt. I 1928 blev Loutraki fuldstændig ødelagt af et jordskælv og genopbygget. Der anlagt en stor park, på et område hvor man fyldte murbrokker fra de ødelagte huse i havet. Et andet kraftigt jordskælv ramte området i 1981 med mindre ødelæggende virkninger.